# 馮炫
馮炫（1503年—1539年），字體謙，号璇溪，廣東廣州府南海縣人，民籍，明朝政治人物。

## 生平
嘉靖七年（1528年）戊子科廣東鄉試第五十四名舉人。嘉靖十七年（1538年）中式戊戌科會試第一百六十八名，登第三甲第十六名進士。授婺源县知县，次年，冯炫召集乡绅，修纂县志，历时一年著成。治政称最。时世宗迎兴献王梓宫，道经婺源，公以奔走尽瘁，卒于官。

## 家族
曾祖馮進；祖父馮治，舉人、署訓導事；父馮樸，壽官。母徐氏。永感下。